# Беканкур
Беканкур (фр. Bécancour) — город в канадской провинции Квебек в регионе Центральный Квебек, округ Беканкур, к югу (через реку Св. Лаврентия) от города Труа-Ривьер. Название города перешло к нему от сеньората, основанного здесь во времена Новой Франции.
Первые французские поселенцы прибыли сюда в 1758 году — это были акадийцы, депортированные британскими властями с территории будущей провинции Нью-Брансуик.
В настоящее время население города составляет 11 134 человек. Французский язык является родным для 97,7 %, английский для 0,7 % жителей (2006).